# Organización de Países Exportadores de Petróleo
La Organización de Países Exportadores de Petróleo (OPEP) es una organización reconocida desde el 6 de noviembre de 1962 por la Organización de las Naciones Unidas (ONU), a ser los máximos exportadores de petróleo a nivel mundial.
El 43 % de la producción mundial de petróleo y el 81 % de las reservas mundiales de petróleo se encuentran en países miembros de la OPEP. Su dominio en las exportaciones de crudo, para el tercer trimestre del año 2016, se sitúa en alrededor del 34.9 %. Además, concentra el 40% de la producción mundial, equivalente a la totalidad de la capacidad necesaria de producción de petróleo del mundo, lo que, de facto, convierte a la Organización de países exportadores de petróleo en el banco central del mercado petrolero. En la década de 1970, las restricciones en la producción de petróleo dieron lugar a un aumento espectacular de los precios del petróleo y de los ingresos y la riqueza de la OPEP, con consecuencias duraderas y de largo alcance para la economía mundial. En la década de 1980, la OPEP comenzó a establecer objetivos de producción para sus naciones miembros; generalmente, cuando se reducen las metas, los precios del petróleo aumentan. Esto ha ocurrido más recientemente a partir de las decisiones de la organización de 2008 y 2016 para recortar el exceso de oferta.
En las décadas de 1960 y 1970, la OPEP reestructuró con éxito el sistema mundial de producción de petróleo para que la autoridad de toma de decisiones y la gran mayoría de las ganancias estén en manos de los países productores de petróleo. Desde la década de 1980, la OPEP ha tenido un impacto limitado en el suministro mundial de petróleo y la estabilidad de los precios, ya que los miembros hacen trampa con frecuencia en sus compromisos mutuos y los compromisos de los miembros reflejan lo que harían incluso en ausencia de la OPEP. A fines de 2016 se formó un grupo más grande llamado OPEP+ para tener más control sobre el mercado mundial del petróleo crudo.

## Sede

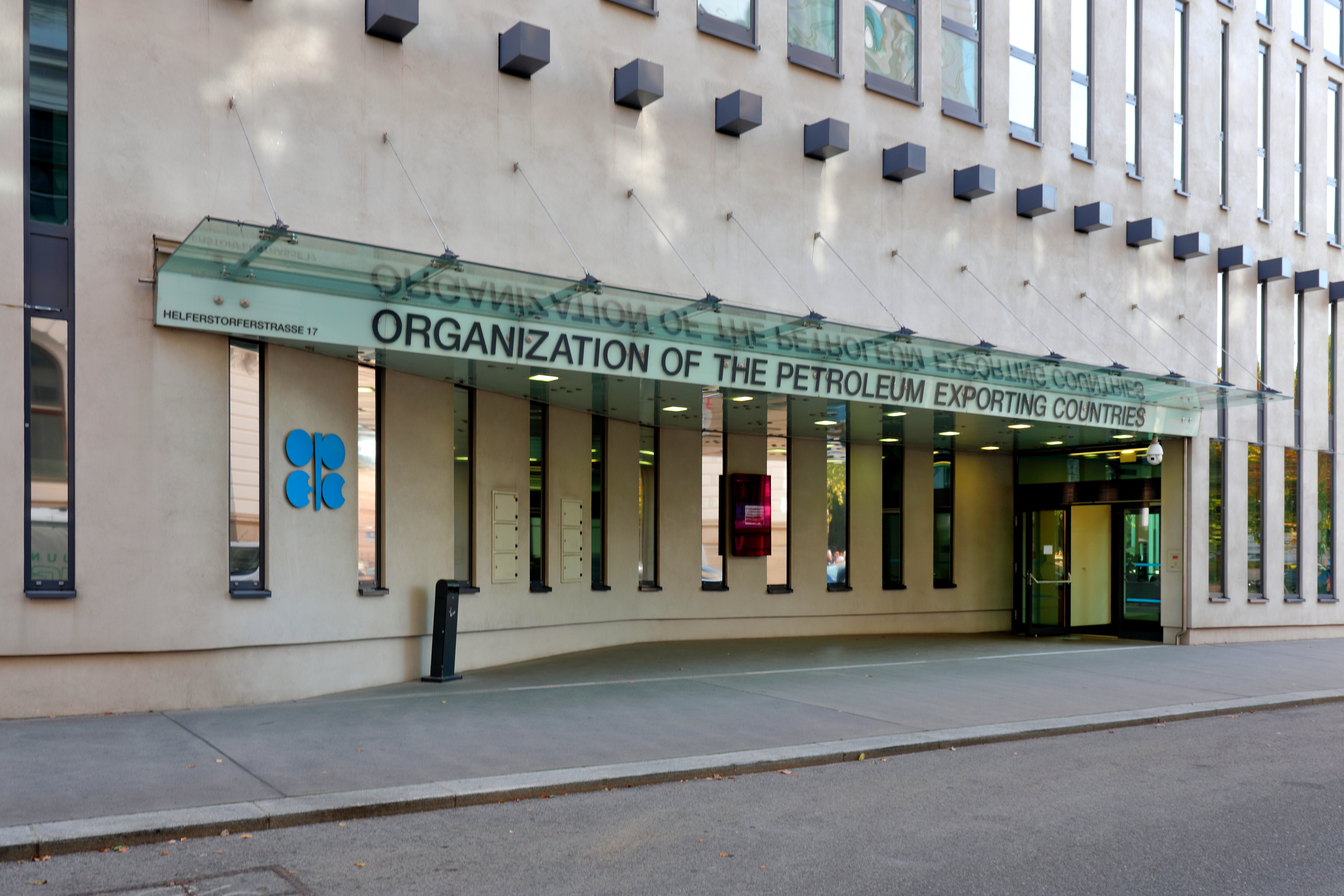
Sede de la OPEP en Viena, Austria

La OPEP tuvo su sede en Ginebra (Suiza) entre 1960 y 1965, después la trasladó a Viena, gracias a las facilidades que otorgó el gobierno austríaco. La OPEP «puede tener una gran influencia en el mercado de petróleo, especialmente si decide reducir o aumentar su nivel de producción».

## Miembros
La OPEP está conformada por 12 países de África, Asia y América. En color amarillo los estados fundadores.
| #     | País                   | Región          | Ingreso          | Población (2021) | Área (km²) | Petróleo                  | Petróleo                   | Petróleo                |
| #     | País                   | Región          | Ingreso          | Población (2021) | Área (km²) | Producción (1000 bbl/día) | Exportación (1000 bbl/día) | Reservas (millones bbl) |
| ----- | ---------------------- | --------------- | ---------------- | ---------------- | ---------- | ------------------------- | -------------------------- | ----------------------- |
| 19.º  | Argelia                | África          | 1969             | 43 576 691       | 2 381 740  | 898 700                   | 438 700                    | 12 200                  |
| 3.º   | Arabia Saudita         | Oriente Medio   | 1960             | 34 783 757       | 2 149 690  | 9 213 000                 | 6 658 000                  | 261 600                 |
| 31.º  | República del Congo    | África          | 2018             | 5 417 414        | 342 000    | 299 900                   | 282 200                    | 1811                    |
| 7.º   | Emiratos Árabes Unidos | Oriente Medio   | 1967             | 9 856 612        | 83 600     | 2 778 000                 | 2 418 000                  | 107 000                 |
| 36.º  | Gabón                  | África          | 2016 (1975-1995) | 2 284 912        | 267 667    | 207 400                   | 196 100                    | 2000                    |
| 37.º  | Guinea Ecuatorial      | África          | 2017             | 857 008          | 28 051     | 113 600                   | 114 500                    | 1100                    |
| 10.º  | Irán                   | Oriente Medio   | 1960             | 85 888 910       | 1 648 195  | 1 985 300                 | 404 500                    | 208 600                 |
| 4.º   | Irak                   | Oriente Medio   | 1960             | 39 650 145       | 438 317    | 3 996 800                 | 3 428 400                  | 145 019                 |
| 8.º   | Kuwait                 | Oriente Medio   | 1960             | 3 032 065        | 17 818     | 2 438 000                 | 1 826 300                  | 101 510                 |
| 18.º  | Libia                  | África          | 1962             | 7 017 224        | 1 759 540  | 389 300                   | 347 200                    | 48 363                  |
| 11.º  | Nigeria                | África          | 1971             | 219 463 862      | 923 768    | 1 493 200                 | 1 879 000                  | 36 910                  |
| 21.º  | Venezuela              | América del Sur | 1960             | 29 069 153       | 912 050    | 568 000                   | 468 800                    | 303 561                 |
| Total | Total                  | Total           | Total            | 514 540 399      | 12 199 136 | 25 652 200                | 19 681 400                 | 1 236 905               |

Para los países que exportan petróleo a un volumen relativamente bajo, su limitado poder de negociación como miembros de la OPEP no necesariamente justificaría las cargas impuestas por las cuotas de producción y los costos de membresía de la OPEP, por ello algunos países han abandonado la organización. 
| País      | Región          | Membresía            | Motivo                                                       | Petróleo | Petróleo |           |                                                     |           |      |
| --------- | --------------- | -------------------- | ------------------------------------------------------------ | -------- | -------- | --------- | --------------------------------------------------- | --------- | ---- |
| País      | Región          | Membresía            | Motivo                                                       | Angola   | África   | 2007-2023 | Desacuerdo con las cuotas de producción de petróleo | 1 219 700 | 7231 |
| Catar     | Asia            | 1961-2019            | Abandona la organización para aumentar la producción de gas. | 850 000  | 25 244   |           |                                                     |           |      |
| Ecuador   | América del Sur | 1973-1992            | No estuvo de acuerdo con la cuota anual de membresía.        | 478 760  | 8273     |           |                                                     |           |      |
| Ecuador   | América del Sur | 2007-2020            | Para no reducir la cuota de producción impuesta.             | 478 760  | 8273     |           |                                                     |           |      |
| Indonesia | Asia            | 1962-2008            | Paso de exportador a importador de petróleo.                 | 815 000  | 2480     |           |                                                     |           |      |
| Indonesia | Asia            | enero-noviembre 1961 | Para no reducir la cuota de producción impuesta.             | 815 000  | 2480     |           |                                                     |           |      |

## Cuotas
En un principio, la OPEP realizaba ajustes esporádicos sobre sus cuotas, pero en los últimos años ha seguido una política de múltiples cambios, tratando de ajustar milimétricamente la producción a la demanda. Por ejemplo, entre marzo de 2004 y marzo de 2006, la OPEP reajustó sus cuotas de producción en diez ocasiones. 
| Fecha              | Lugar             | Decisión           | Cuota      | Comentarios                                                             |
| ------------------ | ----------------- | ------------------ | ---------- | ----------------------------------------------------------------------- |
| febrero de 1998    | Viena             | Fijación cuota     | 27.30 mb/d | El precio del petróleo Brent cae a diez dólares por barril              |
| abril de 1998      | Riad / Viena      | Recorte 1.355 mb/d | 25.95 mb/d | ...                                                                     |
| julio de 1998      | Ámsterdam / Viena | Recorte 1.255 mb/d | 24.69 mb/d | ...                                                                     |
| abril de 1999      | La Haya / Viena   | Recorte 1.716 mb/d | 22.97 mb/d | ...                                                                     |
| marzo de 2000      | Viena             | Aumento 1.716 mb/d | 24.69 mb/d | Se crea la banda de precios entre veintidós y veintiocho dólares        |
| julio de 2000      | Viena             | Aumento 0.708 mb/d | 25.40 mb/d | El precio del petróleo supera los treinta dólares                       |
| septiembre de 2000 | Viena             | Aumento 0.8 mb/d   | 26.20 mb/d | ...                                                                     |
| octubre de 2000    | Viena             | Aumento 0.5 mb/d   | 26.70 mb/d | ...                                                                     |
| enero de 2001      | Viena             | Recorte 1.5 mb/d   | 25.20 mb/d | ...                                                                     |
| marzo de 2001      | Viena             | Recorte 1.0 mb/d   | 24.20 mb/d | ...                                                                     |
| septiembre de 2001 | Teleconferencia   | Recorte 1.0 mb/d   | 23.20 mb/d | Recorte tras los atentados del 11 de septiembre de 2001                 |
| enero de 2002      | El Cairo          | Recorte 1.5 mb/d   | 21.70 mb/d | ...                                                                     |
| enero de 2003      | Viena             | Aumento 1.3 mb/d   | 23.00 mb/d | ...                                                                     |
| febrero de 2003    | Viena             | Aumento 1.5 mb/d   | 24.50 mb/d | ...                                                                     |
| junio de 2003      | Viena             | Aumento 0.9 mb/d   | 25.40 mb/d | ...                                                                     |
| noviembre de 2003  | Viena             | Recorte 0.9 mb/d   | 24.50 mb/d | ...                                                                     |
| marzo de 2004      | Argel             | Recorte 1.0 mb/d   | 23.50 mb/d | ...                                                                     |
| julio de 2004      | Beirut            | Aumento 2.0 mb/d   | 25.50 mb/d | ...                                                                     |
| agosto de 2004     | Pactado en Beirut | Aumento 0.5 mb/d   | 26.00 mb/d | ...                                                                     |
| septiembre de 2004 | Viena             | Aumento 1.0 mb/d   | 27.00 mb/d | ...                                                                     |
| diciembre de 2004  | El Cairo          | Recorte 1.0 mb/d   | 27.00 mb/d | El recorte se aplica sobre la sobreproducción                           |
| enero de 2005      | Viena             | ...                | ...        | Se suspende la banda de precios de entre veintidós y veintiocho dólares |
| marzo de 2005      | Isfahán (Irán)    | Aumento 0.5 mb/d   | 27.50 mb/d | ...                                                                     |
| junio de 2005      | Viena             | Aumento 0.5 mb/d   | 28.00 mb/d | ...                                                                     |
| septiembre de 2005 | Viena             | ...                | 28.00 mb/d | La OPEP ofrece bombear a plena capacidad                                |
| marzo de 2006      | Viena             | ...                | 28.00 mb/d | La OPEP retira su oferta de bombear a plena capacidad                   |
| octubre de 2006    | Doha (Catar)      | Recorte 1.2 mb/d   | ...        | El recorte se aplica sobre un bombeo real de 27.5 mb/d                  |
| diciembre de 2006  | Abuya (Nigeria)   | Recorte 0.5 mb/d   | ...        | El recorte se aplica el 1 de febrero, sobre 26.3 mb/d                   |

| País                   | Cuota 2018 Barriles / día | Nivel de recorte a partir de enero | Cuota Ene 2019 Barriles / día |
| ---------------------- | ------------------------- | ---------------------------------- | ----------------------------- |
| Angola                 | 1 528 470                 | 47 000                             | 1 481 000                     |
| Arabia Saudita         | 10 633 000                | 322 000                            | 10 311 000                    |
| Argelia                | 1 057 000                 | 32 000                             | 1 025 000                     |
| Ecuador *              | 524 000                   | 16 000                             | 508 000                       |
| Emiratos Árabes Unidos | 3 168 000                 | 96 000                             | 3 072 000                     |
| Gabón                  | 187 000                   | 6 000                              | 181 000                       |
| Guinea Ecuatorial      | 127 000                   | 4 000                              | 123 000                       |
| Irán                   | 2 194 000                 | sin cambios                        | 2 194 000                     |
| Irak                   | 4 653 000                 | 141 000                            | 4 512 000                     |
| Kuwait                 | 2 809 000                 | 85 000                             | 2 724 000                     |
| Libia                  | 1 056 000                 | sin cambios                        | 1 056 000                     |
| Nigeria                | 1 738 000                 | 53 000                             | 1 685 000                     |
| República del Congo    | 325 000                   | 10 000                             | 324 000                       |
| Venezuela              | 1 970 000                 | sin cambios desde 2016             | 712 000                       |

- Ecuador se retiró en enero de 2020[15]

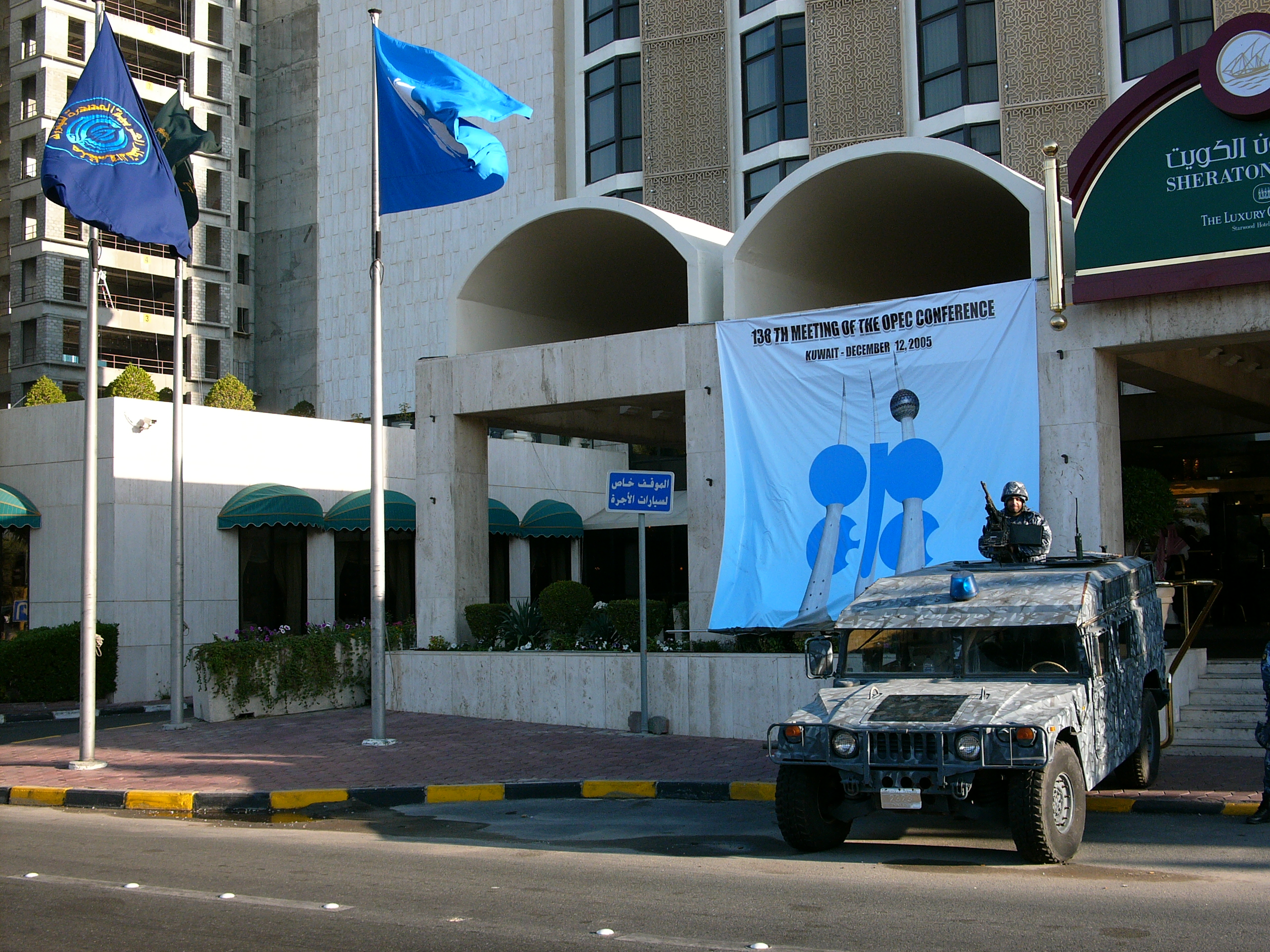
Un vehículo militar protege la entrada del Hotel Sheraton de Kuwait, donde tuvo lugar la reunión de la OPEP en 2005. Los miembros de la OPEP se reúnen y toman decisiones conjuntas sobre cuotas de mercado y precios, lo cual les permite controlar la producción y distribución del petróleo, renunciando a competir entre sí, constituyendo un cartel que maneja la oferta de un importante porcentaje del mercado mundial.

## Historia

### Situación posterior a la Segunda Guerra Mundial
En 1949, Venezuela inició el movimiento hacia el establecimiento de lo que se convertiría en la OPEP, al invitar a Irán, Irak, Kuwait y Arabia Saudita a intercambiar puntos de vista y explorar vías para una comunicación más regular y más estrecha entre las naciones exportadoras de petróleo a medida que el mundo se recuperaba de la Segunda Guerra Mundial. En ese momento, algunos de los campos petroleros más grandes del mundo estaban entrando en producción en el Medio Oriente. Estados Unidos había establecido la Comisión del Pacto Interestatal de Petróleo y Gas para unirse a la Comisión de Ferrocarriles de Texas para limitar la sobreproducción. Estados Unidos era simultáneamente el mayor productor y consumidor de petróleo del mundo y el mercado mundial estaba dominado por un grupo de empresas multinacionales conocido como las «Siete Hermanas», cinco de las cuales tenían su sede en los Estados Unidos después de la ruptura del monopolio original de Standard Oil de John D. Rockefeller. Los países exportadores de petróleo finalmente se vieron motivados a formar la OPEP como contrapeso a esta concentración de poder político y económico.

### 1959-1960 ira de los países exportadores
En febrero de 1959, a medida que se disponía de nuevos suministros, las compañías petroleras multinacionales redujeron unilateralmente sus precios publicados para el petróleo crudo de Venezuela y Medio Oriente en un 10 %. Semanas después, el primer Congreso Árabe del Petróleo de la Liga Árabe se reunió en El Cairo, Egipto, donde la influyente periodista Wanda Jablonski presentó a Abdullah Tariki de Arabia Saudita al observador de Venezuela Juan Pablo Pérez Alfonzo, en representación de las dos mayores naciones productoras de petróleo fuera de los Estados Unidos y la Unión Soviética. Ambos ministros de petróleo estaban enojados por los recortes de precios, y los dos llevaron a sus compañeros delegados a establecer el Pacto de Maadi, llamando a una «Comisión de Consulta de Petróleo» de países exportadores, a la que las compañías petroleras multinacionales deberían presentar planes de cambio de precio. Jablonski informó de una marcada hostilidad hacia Occidente y una creciente protesta contra el «terrateniente ausente» de las compañías petroleras multinacionales, que en ese momento controlaban todas las operaciones petroleras dentro de los países exportadores y ejercían una enorme influencia política. En agosto de 1960, ignorando las advertencias, y con Estados Unidos favoreciendo el petróleo canadiense y mexicano por razones estratégicas, las compañías petroleras multinacionales nuevamente anunciaron unilateralmente importantes recortes en sus precios publicados para el crudo de Oriente Medio.

### 1960-1970
Estos fueron los años de formación de la OPEP, en los que la organización -que inició su existencia con cinco países productores de petróleo en vías de desarrollo- trataba de reafirmar los derechos de los países miembros en un mercado de petróleo internacional dominado por las «Siete Hermanas». Las actividades generalmente fueron discretas, ya que la OPEP estaba estableciendo sus objetivos, creando la Secretaría -que se trasladó de Ginebra a Viena en 1964-, adoptando resoluciones y negociando con las empresas. El número de miembros se incrementó a diez en la década de los 70. La OPEP tuvo como objetivos iniciales:
- Regular el mercado del petróleo, de forma que sirviera a los intereses de los productores y no de los países consumidores.
- Obtención de precios rentables para los productores, dado que para algunos es la única fuente de riqueza.

Poseen el 72 % de las reservas mundiales y el 42 % de la producción. Su posición se verá favorecida por el continuo incremento del consumo mundial, que casi se triplica de 1960 a 1973. La base energética mundial descansa progresivamente sobre ese hidrocarburo.

### 1970-1980
La OPEP adquirió relevancia internacional durante esta década, a medida que los países miembros tomaban el control del sector petrolero y adquirían voz y voto a la hora de fijar los precios del crudo del petróleo en el mercado mundial. En esta década hubo dos crisis en el precio del petróleo, motivadas por el embargo del petróleo árabe en 1973 -y la decisión unilateral de la OPEP de triplicar sus precios de venta del crudo- y por el estallido de la revolución iraní en 1979. Las dos crisis se agudizaron por los desequilibrios básicos del mercado. Ambos desembocaron en un acusado incremento de los precios del petróleo.
En 1970 se muestran los primeros síntomas de la crisis. Libia (Gadafi) presiona a las empresas concesionarias para que reduzcan la producción con el fin de elevar los precios. La rotura del oleoducto Tapline debilita los mercados de crudos. La OPEP se reúne en Caracas a finales de este año. Se decide participar activamente en la fijación de precios. El barril estaba a 1.20 $.
En febrero de 1971 se firma el acuerdo de Teherán con las empresas productoras para la fijación conjunta de precios (que debía durar 5 años) y una fórmula de protección del precio de crudo para compensar posibles depreciaciones del dólar (el sistema Bretton Woods estaba a punto de caer). Durante el período 1970-1973, los precios se duplican. Los mercados de petróleo advierten por primera vez la importancia que había cobrado la OPEP. El barril estaba a 3.75 $ en 1973.

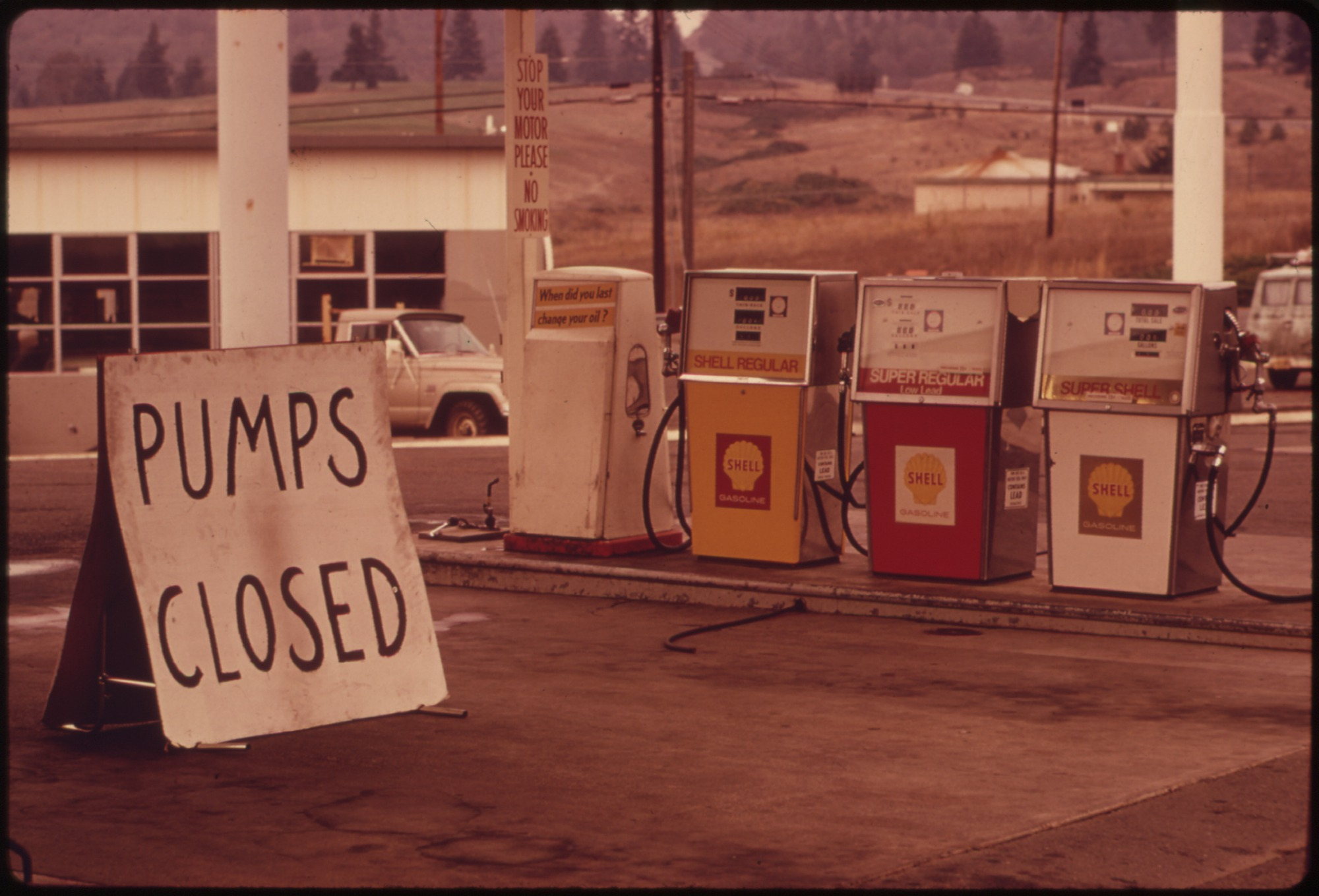
Una estación de gasolina estadounidense desabastecida, cerrada durante el embargo de petróleo en 1973.

En 1973 fue la cuarta guerra Árabe-Israelí en septiembre de 1973 (Yom Kippur). La OPEP (de mayoría árabe) decide una elevación del 70 % del precio e imponer un embargo a los países que habían apoyado a Israel, empezando por USA. En diciembre de 1973 el barril de petróleo pasa a valer 11.65 $ (subida superior al 200 %).
La primera cumbre de jefes de Estado de la OPEP se celebró en Argel en marzo de 1975. La organización admitió a su decimoquinto y último país miembro -República del Congo- en 2018. Catar, país que ingresó a la OPEP en el año 1961, se convertirá en la primera nación del Golfo Pérsico que se retira de la organización desde su creación en 1960.

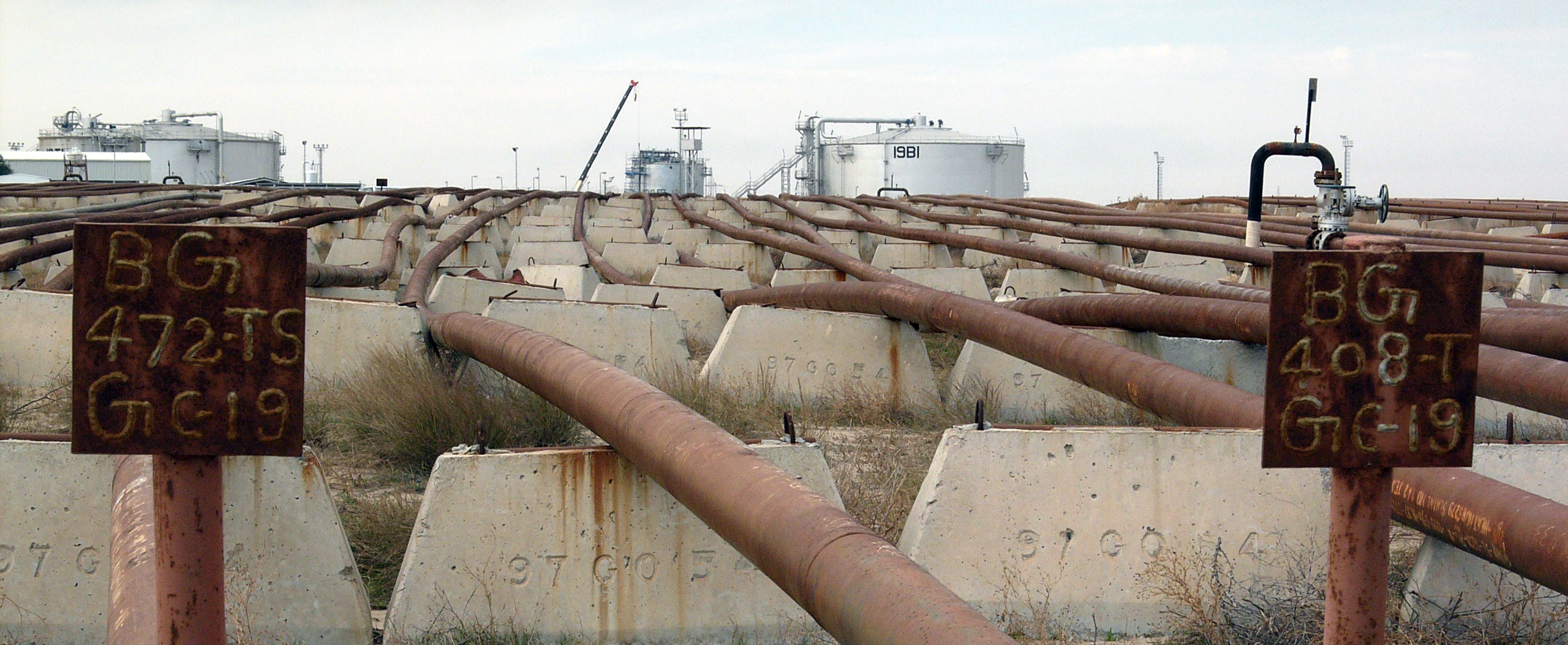
Yacimiento petrolífero Burgan, en Kuwait.

Tras este suceso, en 1975 el terrorista venezolano proárabe Ilich Ramírez lideró el Comando secundado por Hans Joachim Klein y Gabrielle Krocher Tiedemann que tomo por asalto la sede la OPEP en Viena y a 42 rehenes incluyendo todos los ministros de petróleo de los países miembros y su propio paisano Valentín Hernández Acosta.
Entre 1973 y 1978 los precios, en dólares corrientes, experimentan alguna elevación no muy alta.
En diciembre de 1978 la OPEP decide elevar escalonadamente el precio del crudo durante 1979 para conseguir un aumento total del 14 %. El barril llegó a 29.2 $. 4Los consumidores intentaron adelantar sus compras y los productores retrasar las ventas. Los mercados quedan por tanto enturbiados. La revolución en Irán (Jomeiní) y la retirada del petróleo persa (generador de una escasez marginal) terminan por enturbiar el mercado y hace que buena parte de petróleo contratado a plazos se desvíe al mercado «spot» (contado) para obtener precios más elevados).
En enero de 1981 el barril alcanza los 36 $.

### 1980-1990
Los precios llegaron a los máximos a principios de la década debido a la revolución iraní y el arranque de la guerra entre Irak e Irán, en la que ambos bandos bombardearon sus yacimientos y refinerías.
Los elevados precios también fomentaron la exploración, con lo que la demanda del crudo de la OPEP bajó.
En diciembre de 1982 fue adoptado por primera vez la política de regulación de producción para controlar los precios por parte de los países miembros de la OPEP, que se fijan a todos sus miembros, tomando como parámetros de referencia la cantidad de reservas y la capacidad de producción de cada país.
Arabia Saudita, que actuaba como productor «bisagra», reaccionó recortando su producción para mantener el precio alto. El papel de bisagra forzó a Riad a bajar más y más su extracción, que tocó un mínimo de menos de 2 mb/d en 1985. A finales de ese año, tras múltiples advertencias, Arabia Saudita abandonó la posición de bisagra y elevó su producción, lo que provocó un desplome de los precios en 1986 (produciéndose así la tercera crisis del precio del petróleo).
Hacia el final de la década, los precios aumentaron, pero sin llegar a los elevados niveles de principios de los ochenta. Los asuntos relacionados con el medio ambiente comenzaron a introducirse en la agenda internacional.

### 1990-2000
La década comienza con la invasión iraquí de Kuwait, que dispara el precio del petróleo por encima de los 30 dólares por barril. El resto de miembros de la OPEP responden elevando su producción.
Desde entonces, los precios permanecieron relativamente estables hasta 1998. Por entonces, la crisis asiática, que redujo sustancialmente la demanda, sumada a un incremento de producción de la OPEP, provocó el colapso de los precios. Tras caer a 14.22 dólares por barril, la llegada de un nuevo gobierno a Caracas mejoró las relaciones entre Arabia Saudita y Venezuela.
Con su política petrolera, el presidente venezolano Hugo Chávez, contribuyó de forma decisiva a sacar a la OPEP de una profunda crisis y a elevar los precios del «oro negro» en cerca de un mil por cien durante sus mandatos. Nada más llegar al poder, el presidente prometió cambiar la estrategia petrolera y reducir la oferta acordada en la Organización de Países Exportadores de Petróleo (OPEP).
Chávez quiso, en sus palabras, «resucitar» la actividad de la OPEP y conseguir que el crudo tenga «un precio justo para productores y consumidores» en los mercados internacionales. La falta de cumplimiento de los niveles de producción por parte de Venezuela y otros socios había impedido elevar los «petroprecios» que, a raíz de la crisis financiera asiática,se habían desplomado en 1998 al nivel más bajo en catorce años. Pero ya antes de asumir el poder, el equipo del presidente de Venezuela había comenzado intensas negociaciones para superar las divergencias entre los productores y poder controlar la oferta. El que iba a ser ministro de Petróleo de Venezuela, Ali Rodríguez Araque, se reunió en diciembre de 1998 en Madrid con sus homólogos de Arabia Saudí y de México. El objetivo era promover una reducción de la oferta por parte de la OPEP y otros grandes productores. Y esos esfuerzos llevaron a que, a finales de marzo de 1999, en la primera reunión de la OPEP tras la llegada al poder de Chávez, el grupo pactara un fuerte recorte de su producción conjunta de crudo, y Rodríguez Araque asegurase que Venezuela había «aprendido la lección» y no volvería a incumplir los compromisos. Gracias a las políticas de Hugo Chávez la OPEP resurge alcanzando nuevos precios establecidos por la estrategia de bandas.
El nuevo gobierno de Hugo Chávez aprovecha las mejores relaciones diplomáticas entre Irán y Arabia Saudita, llegando a convencer a sus socios de instaurar un mecanismo para ajustar el precio bruto del crudo petróleo. Para junio del 2000 el precio del barril había llegado a un promedio de 26 dólares. básicamente debido a la inesperada demanda de los mercados asiáticos los cuales una mayor carga a la producción de crudo. Ese mismo año, en septiembre, la cumbre mundial de la OPEP en su 40 aniversario se reúne en Caracas.

### 2000-2010
Los recortes de producción que la OPEP acordó a partir de 1999 logran su objetivo y a principios de 2000 el precio del petróleo supera por primera vez desde 1986 la barrera psicológica de treinta dólares por barril. El grupo se fija en 2000 un objetivo de precios en forma de banda entre veintidós y veintiocho dólares por barril.
La OPEP reacciona a los altos precios con aumentos de su producción, pero un fuerte incremento de la demanda, de China e India como grandes consumidores, sumado a problemas de producción (el paro petrolero en Venezuela a partir de diciembre de 2002, la suspensión de las exportaciones de Irak en el 2001 y la invasión de Irak en marzo de 2003) provocaron nuevas subidas de los precios.
El crudo alcanzó prácticamente los ochenta dólares por barril en el verano-invierno de 2006. A mediados de julio de 2007 el valor se sitúa por encima de los setenta y dos dólares por barril. Desde octubre de este año se sitúa por encima de los noventa dólares por barril.
En 2008 el Gobierno de Indonesia anunció que se desligaría de la Organización, hasta ahora era el único país del sudeste asiático, sin embargo siguió siendo miembro hasta fines de año. Ha dejado abierta la posibilidad de regresar a la OPEP si logra aumentar su producción. Finalmente se reintegró al bloque en 2015.

### 2014–2016

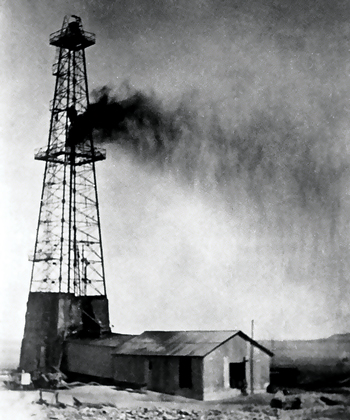
Llega el petróleo en Arabia Saudita (1938).

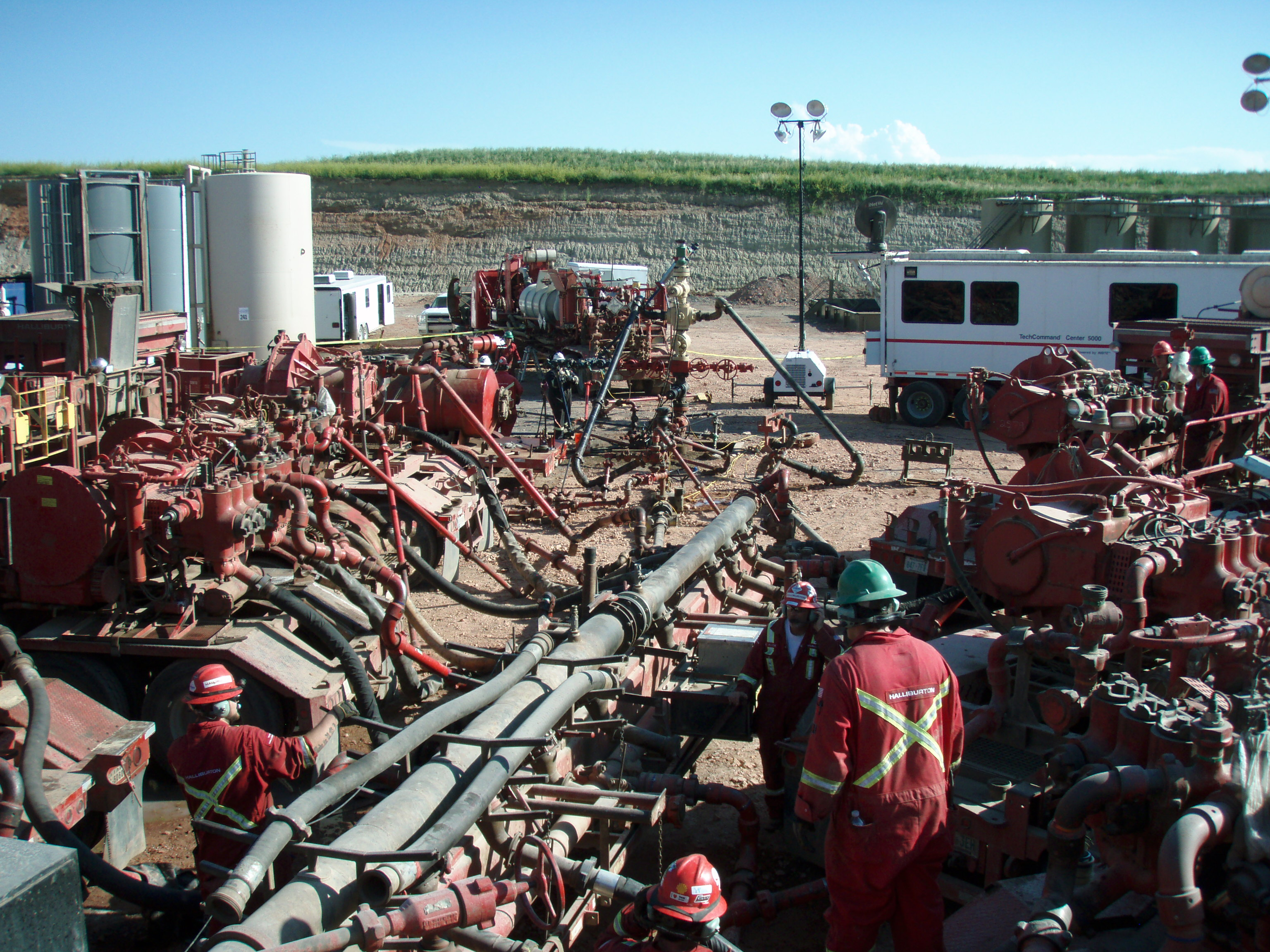
Fracturación hidráulica en la Formación de Bakken en Estados Unidos (2011).

Durante 2014–2015, los miembros de OPEP han sobrepasado consistentemente el tope de su producción y además China experimentó una desaceleración de su economía. Al mismo tiempo, producción de petróleo en los Estados Unidos casi dobló de los niveles de 2008, debido a mejoras sustanciales en la tecnología de fracturación hidráulica, en sí misma una respuesta a precios récord de petróleo. Otros factores agravantes que han causado el precio de petróleo a derrumbarse incluyen el intento de crear independencia en la producción de petróleo en los Estados Unidos, la cual dio camino a un descenso fuerte en la demanda por importaciones en este país y un volumen récord de inventarios de petróleo.

Países por producción de petróleo (2013).

A pesar de la sobre-oferta global, el 27 de noviembre en Viena el ministro de petróleo de Arabia Saudita, Ali Al-Naimi, obstruyó los pedidos de miembros pobres del OPEP de que se redujera la producción para reducir el precio del petróleo. Naimi arguyó que se debe dejar el mercado de petróleo para balancearse de nuevo a niveles de precios más bajos y así terminando la rentabilidad de la producción de alto costo estadounidense de fracturación hidráulica y ganando de nuevo, de forma estratégica, su porción del mercado de OPEP en el largo plazo. Como él mismo explicó en una entrevista:
¿Es razonable que un productor de alta eficacia reduzca su producción, mientras el productor con una eficacia baja continúa a producir? Esa es lógica torcida. Si yo reduzca, ¿qué va a pasar con mi porción del mercado? El precio subirá y los rusos, los brasileños y los productores estadounidenses de petróleo de esquisto vayan a agarrar mi porción... Queremos decir al mundo que países productores de eficacia alta son los que merezcan una porción del mercado. Este es el principio operativo en todos los países capitalistas... Una cosa es segura: Los precios actuales (más o menos 60 $ por barril por día) no apoyan a todos los productores.
Un año después, cuando se reunió OPEP el 4 de diciembre de 2015, la organización ya había sobrepasado su tope de producción por 18 meses consecutivos y la producción de los Estados Unidos solo había disminuido un poquito desde su punto más alto. Mientras cientos de los líderes del mundo estuvieron en el Acuerdo de París haciendo compromisos para limitar las emisiones de carbono, los productores de petróleo cortaron sus gastos para mantenerse a pesar de los precios bajos. Indonesia iba a juntarse de nuevo con OPEP e Irán ya iba a empezar su producción después de años de sufrir sanciones internacionales por su programa nuclear. Por eso, OPEP decidió renunciar cualquier tope en su producción hasta la próxima conferencia ministerial, programada por el junio de 2016. El 20 de enero de 2016, la canasta de precios de referencia de OPEP se bajó hasta los 22.48 $ por barríl por día – menos de la cuarta parte de su alta de junio de 2014 (110.48 $), menos de la sexta parte de su récord de julio de 2008 (140.73 $), y por abajo del punto de inicio de su aumento histórico en abril de 2003 (23.27 $).

### 2016-2023
En 2016 los trece países de la OPEP logró una nueva alianza en la que incluyeron diez países liderada por Rusia la cual denominarían OPEP+ (también conocida como OPEP Plus) por lo cual se incrementaron a 23 países participantes. Los diez nuevos miembros son: Rusia, México, Kazajistán, Azerbaiyán, Baréin, Brunéi, Malasia, Omán, Sudán y Sudán del Sur, este nuevo grupo  empieza a formalizarse en 1996 como países importantes en su volumen de producción y concretan estrategias con la OPEP a partir de 2016 por lo cual no tienen por qué respetar las decisiones que tome la OPEP respecto a ciertos asuntos, sin embargo, pueden participar activamente en las discusiones de esta organización.
En 2018 la República del Congo se unió a la OPEP.
En enero de 2020 se retira Ecuador de la OPEP. En marzo de 2020 la falta de acuerdos entre la OPEP y Rusia para bajar la producción de petróleo para mantener alto los precios del crudo, a causa del desplome económico internacional provocado por la pandemia del COVID-19, llega al extremo que Arabia Saudita inunde el mercado de petróleo a un precio de veinticinco dólares el barril produciendo una fuerte caída en los precios.
El 1 de junio de 2021, la OPEP y la OPEP+ con sus 23 países llegó a un acuerdo durante la 17.ª Reunión Ministerial celebrada de manera virtual para incorporar gradualmente 2.1 millones de barriles promedio diarios al mercado mundial durante el periodo mayo-julio considerando que la demanda mundial de petróleo podría crecer en seis millones de barriles diarios para alcanzar los 96.5 millones de barriles diario en promedio anual, y estimando que la demanda llegue a 99 millones de barriles diarios durante el último trimestre de 2021. Sin embargo les toca debatir y distribuir los cupos que para inicios de julio aun no llegaban a un acuerdo La subida del precio del barril obliga a la OPEP+ reunirse para llegar a acuerdos a finales del mes de junio Mientras Arabia y Rusia debaten sobre el incremento la producción, Irak apoya la prolongación del acuerdo OPEP+ para reducir la producción hasta diciembre de 2022.

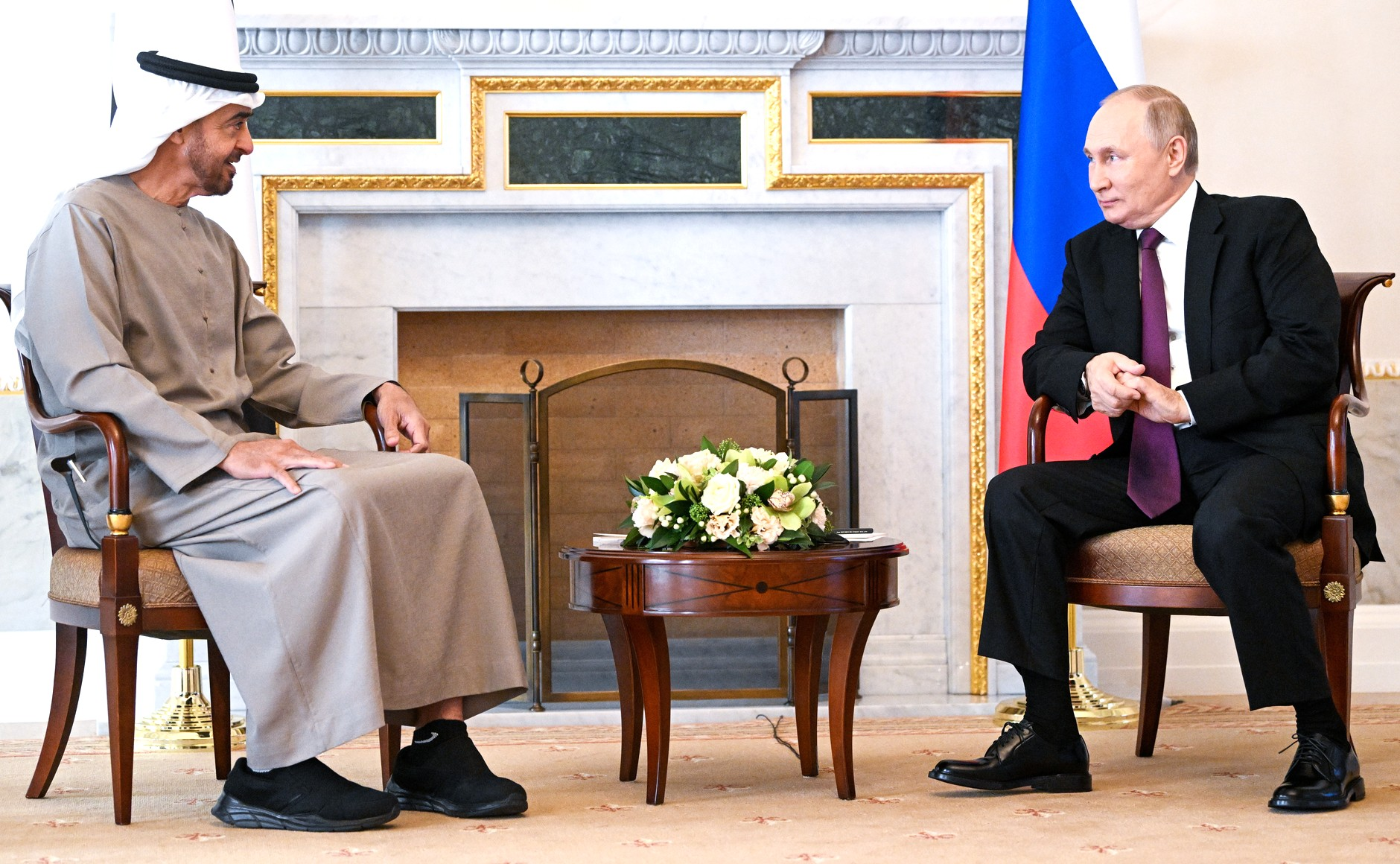
El presidente de los Emiratos Árabes Unidos, Mohamed bin Zayed Al Nahyan, con el presidente ruso, Vladimir Putin, días después de que la OPEP+ redujera la producción de petróleo el 11 de octubre de 2022

El 5 de octubre de 2022 se celebró, en Viena, la 45ª Reunión del Comité Ministerial Conjunto de Supervisión (CMCS) y la 33ª Reunión Ministerial de la OPEP + con una duración de treinta minutos. Se aprobó un recorte de la producción igual a dos millones de barriles diarios (B/D) que se aplicaría a partir de noviembre. Mientras el petróleo de Rusia también sancionado por occidente debido a la invasión a Ucrania, se ha mantenido mejor de lo esperado, y el suministro se está exportando con un descuento en su precio a China e India. En respuesta, la Casa Blanca acusó a Arabia Saudita de presionar a otras naciones de la OPEP para que aceptaran el recorte de producción, algunas de las cuales se sintieron coaccionadas, diciendo que Estados Unidos le había presentado al gobierno saudí un análisis que mostraba que no había mercado. base para el corte. El portavoz del Consejo de Seguridad Nacional de Estados Unidos, John Kirby, dijo que el gobierno saudí sabía que la decisión «aumentará los ingresos rusos y atenuará la eficacia de las sanciones» contra Moscú. Según un informe en The Intercept, fuentes y expertos dijeron que Arabia Saudita había buscado recortes aún más profundos que Rusia, diciendo que el príncipe heredero de Arabia Saudita, Mohammed bin Salman, quiere influir en las elecciones estadounidenses de 2022 a favor del Partido Republicano y las elecciones presidenciales de Estados Unidos de 2024 a favor de Donald Trump.

## Organismos principales
- Conferencia: Está formada por altos funcionarios que designan cada país, La junta de gobernadores es un organismo que lleva el día a día de los problemas que afectan a la OPEP y preparan la agenda que resuelven los ministros.
- Secretaría General: Es el representante legal de la Organización Ejecutivo y Jefe de la Secretaría. En esta capacidad, que administra los asuntos de la Organización de acuerdo con las instrucciones de la Junta de Gobernadores

## Consultas previas
Con la ocasión del Primer Congreso Petrolero Árabe, celebrado en El Cairo, en abril de 1959, realizaron consultas informales, Juan Pablo Pérez Alfonzo, representante de Venezuela, con los representantes de Irán, República Árabe Unida, Arabia Saudita, Kuwait, y la Liga Árabe. Estos consultados se denominaron «el pacto de caballeros».
En vista de la gran utilidad de las consultas informales que se realizaron entonces, las personas mencionadas se comprometieron a llevar a sus respectivos gobiernos, la idea de constituir tan pronto como fuera posible una Comisión Petrolera de Consulta en el seno de la cual se podían discutir problemas comunes para llegar a conclusiones concurrentes.
Se estimó que la comisión consultiva debía reunirse por lo menos una vez al año, además de las reuniones que, a solicitud de uno o más de los gobiernos en cuestión, se creyese conveniente celebrar debido a circunstancias especiales que las motivaran.
Los problemas que se discutieron y sobre los que se llegó a un acuerdo general fueron los siguientes:
1. Mejoramiento de la participación de los países productores de petróleo sobre una base razonablemente equitativa. Se llegó al acuerdo de que los gobiernos en cuestión deberían orientarse hacia la fórmula 60 - 40 para ponerse en paridad con la tendencia de los nuevos contratos en otros países. Se sugirió que los impuestos, preferentemente el de la renta, fuesen tratados separadamente de las participaciones, aun cuando la fórmula final de participación habría de considerar la suma total de los varios elementos que la forman.
2. Conveniencia de llegar a la integración de la industria petrolífera. Se sugirió que esta integración podría asegurar mercados estables a los partes productores, evitando la transferencia de ganancias de una fase de las operaciones a otra, que afectaban los ingresos petrolíferos del gobierno.
3. Conveniencia de aumentar la capacidad de refino de los países productores estableciendo una industria petrolera para incrementar al máximo los beneficios que se derivasen de los recursos petroleros y asegurar al máximo la utilización o preservación del gas natural.
4. Establecimiento de Compañías Nacionales de Petróleo que funcionaran al lado de las compañías privadas existentes.
5. Necesidad de establecer en cada país organismos para coordinar desde el punto de vista nacional la conservación, producción y explotación del petróleo.

## Convenio de Bagdad
Fue en la primera conferencia de la OPEP, en donde se aprobó el Convenio suscrito en Bagdad, el 14 de septiembre de 1960, entre los representantes de Irak, Irán, Kuwait, Arabia Saudita y Venezuela, en el cual se adoptaron previsiones para unificar la política petrolera de los países miembros y con tal fin se decidió formar un organismo permanente llamado Organización de los Países Exportadores de Petróleo.
Por invitación de la República de Irak, la Conferencia de los Países Exportadores de Petróleo, compuesto de los representantes de las Repúblicas de Irak, Irán, Kuwait, Arabia Saudita y Venezuela, que en adelante se llamarán Miembros, se reunieron en Bagdad del 10 al 14 de septiembre de 1960, y habiendo considerado:
- Que los miembros tienen en marcha muchos programas necesarios de desarrollo, financiados principalmente por las entradas provenientes de sus exportaciones petroleras.

- Que los miembros tienen que contar en alto grado con los ingresos petrolíferos para equilibrar el presupuesto anual nacional.

- Que el petróleo es una riqueza perecedera y en la medida en que se va agotando debe ser reemplazado por otras riquezas.

- Que todas las naciones del mundo, para mantener y mejorar sus niveles de vida, tienen que contar casi por completo con el petróleo como fuente primaria de generación de energía.

- Que cualquier fluctuación en el precio del petróleo afecta necesariamente la marcha de los «Programas de los Miembros», y resulta una dislocación perjudicial, no solamente para sus propias economías, sino también para las de todas las naciones consumidoras. Ha decidido adoptar las siguientes resoluciones:

### Resolución N.º 1
1. - Que los miembros no podrán permanecer más tiempo indiferentes ante la actitud adoptada hasta ahora por las compañías petroleras al efectuar modificaciones de precios;
2. - Que los miembros exigirán que las compañías petroleras mantengan sus precios estables y libres de toda fluctuación innecesaria; que los miembros tratarán de restablecer los precios actuales, por todos los medios a su alcance, a los niveles prevalecientes antes de las reducciones, que se asegurarán de que si surge alguna nueva circunstancia que según las compañías petroleras necesitasen modificaciones de precios, dichas compañías deben entrar en consultas con el miembro o miembros afectados para explicar cabalmente las circunstancias;
3. - Que los miembros estudiarán y formularán un sistema para asegurar la estabilización de los precios, entre otros medios, por la regulación de la producción con la debida atención hacía los intereses de las naciones productoras y de las consumidoras y a la necesidad de asegurar unos ingresos estables a los países productores, un abastecimiento eficiente, económico y regular de esta fuente de energía a las naciones consumidoras, y una justa ganancia para su capital a quienes inviertan en la industria del petróleo;
4. - Que si como resultado de la aplicación de cualquier decisión unánime de esta conferencia se emplearen cualesquiera represalias directas o indirectas por alguna compañía interesada contra uno o más países miembros, ningún otro miembro aceptará oferta alguna de tratamiento ventajoso, bien sea en la forma de un aumento en las exportaciones o de unas mejoras de los precios, que se pudieran ofrecer por una o más de dichas compañías con la intención de desalentar de la aplicación de la decisión unánime tomada por la conferencia.

### Resolución N.º 2
1. - Con miras a hacer efectiva las previsiones de la Resolución N.º 1, la conferencia decide formar un organismo permanente llamado Organización de los Países Exportadores de Petróleo, para consultas regulares entre sus miembros para coordinar y unificar las políticas de los miembros y determinar entre otros asuntos, la actitud que los miembros deben adoptar cada vez que surjan circunstancias, tales como las contempladas en el parágrafo 2, de la Resolución 1.
2. - Los países representados en esta conferencia serán miembros fundadores de la organización de los países exportadores de petróleo.
3. - Cualquier país con una exportación neta substancial de petróleo, puede llegar a ser miembro si es aceptado unánimemente por los cinco miembros fundadores de la organización.
4. - El principal objetivo de la organización será la unificación de las políticas petroleras por los países Miembros y la determinación de los mejores medios de salvaguardar los intereses de los países miembros individual o colectivamente.
5. - La organización se reunirá al menos dos veces al año, y si es necesario, más frecuentemente, en la Capital de uno u otro de los países miembros o en cualquier otro lugar que sea aconsejable.

a) Para organizar y coordinar el trabajo de la organización se establecerá un secretario de la Organización de los Países Exportadores de Petróleo.
b) Un subcomité formado al menos por un miembro de cada país, se reunirá en Bagdad antes del 1 de diciembre de 1960, para elaborar y someter a la próxima conferencia un anteproyecto de reglamento concerniente a la estructura y funciones del secretariado, de proponer el presupuesto del secretario para el primer año y de estudiar y proponer la sede más conveniente para el secretariado.